# 2018 TV
2018 TV — астероид, сближающийся с Землёй. Относится к группе аполлонов.
Сближение с Землёй произошло 7 октября 2018 года в 20:05 UTC, расстояние — 284 тыс. км (0,74 расстояния до Луны), относительная скорость 8,509 км/c (30 634 км/ч).
Астероид был обнаружен 5 октября 2018 года, то есть за два дня до сближения.

## Сближения
| дата             | а. е.    | расстояний до Луны | небесное тело |
| ---------------- | -------- | ------------------ | ------------- |
| 07.10.2018 20:05 | 0,001903 | 0,74               | Земля         |
| 08.10.2018 5:14  | 0,002693 | 1,0                | Луна          |